# Gourmaelon de Bretanya
Gourmaelon de Bretanya fou comte de Cornualla i príncep de Bretanya del 908 al 913. Gourmaëlon és la forma moderna del nom d'un dels personatges més obscurs de la història medieval de Bretanya.

## Biografia
El seu patronímic original, que potser era un malnom, era probablement Uumaelon o Wrmaëlon esdevingut Gurmhailon i després Gourmaëlon. El lingüista celtisant Joseph Loth suposava dos sentits a aquest nom «el de les celles marrons» o « l'home príncep, el cap».
Sembla que tenia l'honor de Cornualla amb el títol de comte (comes) al final del regnat d'Alan I de Bretanya i que després de la mort d'aquest el 907 es va aprofitar de la rivalitat entre els seus hereus, fills i gendres, per regnar sobre Bretanya sense prendre però el títol de rei, tenint una autoritat més nominal que real.

### Mencions històriques
El seu regne només és conegut per la seva participació en alguns actes públics on generalment només apareix com a simple testimoni; és anomenat com « Gurmahilon regnante Britanniam » en una donació feta al monestir de Plélan d'una part d'Elven pel comte Tanguy i el seu fillol Derrien, respectivament gendre i fill d'Alan el Gran.
En una concessió de 25 d'octubre de 913 confirmada el 28 d'octubre a Redon és esmentat: « Gurmahilon comitem qui tunc monarchiam Britanniae regebat». Va subscriure aquest acte com a testimoni després del bisbe Bili de Vannes, Mathuedoï de Poher, un altre gendre d'Alan, i amb el seu fill Daniel que porta un nom ja aparegut abans a la llista dels comtes de Cornualla del Cartulari de l'abadia de Landévennec:«Gurmhailon, comes testis, Deniel, filius ejus, testis ».
La seva mort al final del mateix any es va produir segurament en un combat contra els normands i semble ser objecte d'una entrada al Manuscrit 476 de la biblioteca d'Angers dit Anecdota novissima : «Anno DCCCCXIII Guuormaelon oc[cissus est».